# Temple protestant de Caen
Le temple protestant de Caen est un lieu de culte situé 19 rue Mélingue à Caen, dans le Calvados. La paroisse est membre de l'Église protestante unie de France.

## Historique

### Implantation du luthéranisme à Caen
Dès 1533, les thèses luthériennes sont affichées à l’université de Caen. La Réforme s'étend largement en Normandie dans les milieux urbains comme ruraux - la province est alors la plus riche et éduquée du royaume. En 1558, deux régents de l'université de Caen – Vincent le Bas et Pierre Pinson – organisent l'Église réformée de Caen. Entre 1560 et 1568, la ville est en grande majorité protestante,.

### Édit de Nantes - Construction d'un temple protestant

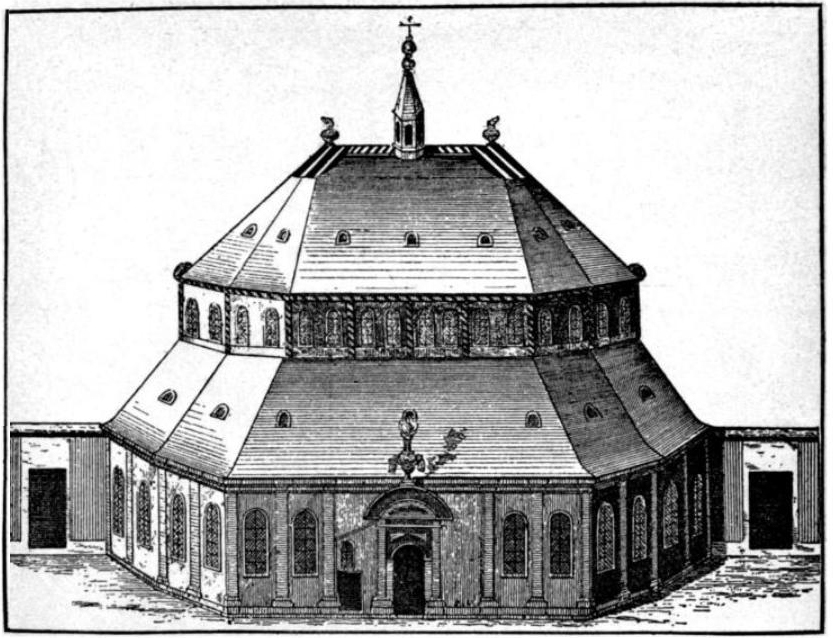
Le temple protestant de Caen, surnommé le Godiveau, construit en 1611 et détruit en 1685 après la révocation de l'Édit de Nantes.

En 1598, le roi Henri IV met un terme aux Guerres de Religion en France et accorde une liberté de culte contrôlée aux protestants en signant l'édit de Nantes. Au début du XVIIe siècle, plus du tiers de la population caennaise est protestante. L'Église catholique interdit aux protestants (comme aux juifs) l'usage de ses cimetières, et un règlement en 1611 institue quatre cimetières protestants.
En 1612, un temple protestant est construit rue au Presche (actuelle rue de Bretagne) dans le Bourg-l'Abbé, à l'extérieur des murs de la ville, comme l'exige l'édit de Nantes. Il est à plan centré et à pans coupés, avec un double toit, à l'image du temple protestant de Rouen et du temple de Paradis de Lyon à la même époque. Surpris par cette forme inhabituelle, qui place chaque fidèle à égalité en cercle autour de la parole, alors que les églises catholiques de l'époque opèrent une stricte démarcation entre laïcs et clercs, les caennais le raillent et le traitent de « godiveau », c'est-à-dire de « pâté ».

### Révocation de l'édit de Nantes - Destruction du temple
Après la révocation de l'édit de Nantes en 1685 par l'édit de Fontainebleau, le temple est détruit. Les protestants doivent alors inhumer leurs défunts clandestinement dans les fossés Saint-Étienne ou dans les caves des maisons. Le nouveau cimetière protestant de Caen est ouvert en 1783. Il est désaffecté depuis 1950.

### Révolution française - Une chapelle catholique désaffectée devient un temple protestant
La Déclaration des droits de l'homme et du citoyen de 1789 accorde de nouveau la liberté de culte aux juifs et protestants. En 1803, les protestants obtiennent l'usage de l’ancienne chapelle des Bénédictines, 41 rue de Geôle, désaffectée depuis la Révolution française. Cette chapelle est aménagée et les cultes y sont célébrés jusqu'à la Seconde Guerre mondiale.

### Seconde guerre mondiale - Le temple bombardé est en ruines
De juin à juillet 1944, Caen est bombardé par les Alliés, qui préparent le débarquement de Normandie. Le temple est en ruine. Un bâtiment provisoire en bois est élevé boulevard Bertrand.

### Reconstruction du temple protestant de Caen
Le 26 avril 1959, est inauguré un nouveau temple rue Mélingue.

## Architecture
Le temple est situé dans le centre-ville de Caen, place de l'ancienne-comédie, entre la préfecture du Calvados, le théâtre de Caen, le bâtiment de la Banque de France et l'hippodrome de la Prairie.
L'édifice se compose d'un unique bâtiment rectangulaire, pourvu d'un toit en appentis. L'entrée par le côté ouest est abrité par un préau soutenu par d'immense pilier formant des arcades. Les piliers sont présents tout le long du mur sud, mais le vide des arcades est remplacé par un mur et par quatre grandes baies rectangulaires en alternance avec ces piliers. La porte principale est précédée d'un escalier de onze marches (avec un accès pour les personnes handicapées à droite), et surmonté d'une grande croix nue. À gauche est inscrit « Église réformée de France » : l'Église réformée de France est la principale église protestante historique en France, de confession réformée, jusqu'à son union en 2013 avec l'Église luthérienne dans l'Église protestante unie de France.
Dans un mur intérieur du temple est encastrée une sculpture d'une bible en pierre retrouvée intacte après la guerre dans les décombres de l’ancien temple. Sur la page de gauche est écrit : « la parole de Dieu demeure éternellement » et sur celle de droite : « toute écriture est divinement inspirée », versets extraits de la Première épître à Timothée.
Une maison presbytérale est située dans la continuité du temple, rue Jean Romain.